# Emerson Ramos Borges
Emerson Ramos Borges också känd som Emerson, född 16 augusti 1980 i Joinville, är en brasiliansk fotbollsspelare som spelar för Olbia. Han har tidigare spelat för bland annat Livorno.

## Karriär
Emerson inledde karriären i de båda lokala klubbarna Joinville EC och Caxias FC. 2001 hamnade han i AS Jalesense där han efter 13 mål på 25 matcher upptäcktes av storklubben Palmeiras.
Emerson spelade dock aldrig någon match för Palmeiras utan flyttade istället till Italien. Eftersom han saknade europeiskt pass kunde han bara kontrakteras av amatörklubbar. Han spelade först för Atletic från Cagliari en säsong innan han bytte till en annan sardisk klubb, nämligen Nuorese. Under fyra år med Nuorese svarade Emerson, som spelade mittback eller defensiv mittfältare, för hela 29 mål. Samtidigt tog klubben steget upp i Serie C2 och därmed det professionella systemet. För Emerson innebar det att han numera kunde kontrakteras även av andra professionella klubbar i Italien. Han stannade dock ytterligare en och en halv säsong i Nuorese innan han i januari 2008 lämnade för Taranto på delägarskap. Sommaren 2008 köpte Taranto loss Emerson helt från Nuorese.
Samma sommar lånades Emerson ut till Lumezzane och 2009 gjordes övergången permanent. Emerson representerade Lumezzane i sammanlagt tre säsonger innan han såldes till Reggina sommaren 2011 och därmed som 31-åring fick debutera i Serie B.
Efter en säsong med Reggina flyttade Emerson till en annan klubb i Serie B, nämligen Livorno.
Den 18 augusti 2020 värvades Emerson av Olbia, där han skrev på ett tvåårskontrakt. Den 12 juni 2022 förlängde Emerson sitt kontrakt med ett år.